# Роберт Хофман
Роберт Хофман (енгл. Robert Hoffman; 21. септембар 1980) амерички је глумац, плесач и кореограф познатт по улози Чејса Колинса у филму Ухвати ритам 2: На улици.